# Brillevast
Brillevast är en kommun i departementet Manche i regionen Normandie i norra Frankrike. Kommunen ligger i kantonen Saint-Pierre-Église som tillhör arrondissementet Cherbourg. År 2022 hade Brillevast 321 invånare.

## Befolkningsutveckling
Antalet invånare i kommunen Brillevast
| Referens: INSEE |